# Bengt Ekerot
Nils Bengt Folke Ekerot, född 8 februari 1920 i Kungsholms församling i Stockholm, död 26 november 1971 i Oscars församling i Stockholm, var en svensk skådespelare och regissör.

## Biografi
Bengt Ekerot var son till civilingenjören Folke Ekerot och Vivan, ogift Olsson, samt morbror till regissören Jonas Cornell och journalisten Peter Cornell. Han studerade vid Dramatens elevskola i början av 1940-talet. Han var engagerad 1947–1949 i Malmö och 1947–1950 i Göteborg. Han fick anställning vid Dramaten 1953 där han verkade fram till 1965.
Han debuterade som filmskådespelare 1940 i Thor L. Brooks och Alf Sjöbergs film Med livet som insats och han regidebuterade med filmen Det glada kalaset 1946. Han har dock främst blivit ihågkommen för sin roll som Döden i Ingmar Bergmans Det sjunde inseglet. På Sveriges Riksbanks tvåhundrakronorsedel 2015 avbildas Ingmar Bergman i samtal med Bengt Ekerot i rollen som Döden.
1956 tilldelades Bengt Ekerot Teaterförbundets guldmedalj för "utomordentlig konstnärlig gärning".
Han var gift två gånger, första gången från 1946 med norskan Antoinette Gram (1920–1998), dotter till norske juristen och högerpolitikern Harald Gram, och andra gången 1959–1968 med Margareta Hallin.
Han avled i lungcancer 1971 vid endast 51 års ålder och är begravd i Ekerots familjegrav på Skogskyrkogården i Stockholm.

## Filmografi

### Film
- 1940 – Med livet som insats
- 1940 – Hanna i societén
- 1941 – Det sägs på stan
- 1941 – Snapphanar
- 1942 – Lågor i dunklet
- 1942 – Man glömmer ingenting
- 1942 – Vi hemslavinnor
- 1943 – Prästen som slog knockout
- 1943 – Natt i hamn
- 1943 – När ungdomen vaknar
- 1943 – Sonja
- 1943 – Herre med portfölj
- 1943 – Hans Majestäts rival
- 1945 – Skådetennis
- 1945 – Tre söner gick till flyget
- 1945 – Rosen på Tistelön
- 1945 – Kungliga patrasket
- 1945 – Fram för lilla Märta
- 1945 – Brott och straff
- 1945 – 13 stolar
- 1946 – Brita i grosshandlarhuset
- 1946 – I dödens väntrum
- 1947 – Dynamit
- 1951 – Dårskapens hus
- 1953 – Marianne
- 1956 – Sceningång
- 1957 – Det sjunde inseglet
- 1958 – Jazzgossen
- 1958 – Ansiktet
- 1960 – På en bänk i en park
- 1966 – Myten
- 1966 – Här har du ditt liv
- 1967 – Livet är stenkul
- 1967 – Ola & Julia
- 1968 – Ole dole doff
- 1968 – Korridoren

### TV-produktioner
- 1955 – Hamlet
- 1961 – Syskon (TV-teater)
- 1963 – Det går an
- 1968 – Bombi Bitt och jag (TV-serie)

### Regi
- 1946 – Det glada kalaset
- 1946 – Barbacka
- 1956 – Sceningång
- 1958 – Hughie (tv)
- 1959 – Måsen (tv)
- 1962 – Dödens arlekin (tv)
- 1962 – Tranfjädrarna (tv)

## Teater

### Roller (ej komplett)
| År   | Roll                       | Produktion                                                              | Regi               | Teater            |
| ---- | -------------------------- | ----------------------------------------------------------------------- | ------------------ | ----------------- |
| 1940 | Borachio Konrad            | Mycket väsen för ingenting (Much Ado About Nothing) William Shakespeare | Alf Sjöberg        | Dramaten          |
| 1940 | Curley                     | Möss och människor (Of Mice and Men) John Steinbeck                     | Alf Sjöberg        | Dramaten          |
| 1940 | Kit Neilan                 | Diana går på jakt (French Without Tears) Terence Rattigan               | Stig Torsslow      | Nya Teatern       |
| 1941 |                            | Mötas och skiljas (Konkylien) Helge Krog                                | Stig Torsslow      | Vasateatern       |
| 1941 | Studentbladsredaktören     | Det evigt manliga (The Male Animal) James Thurber och Elliott Nugent    | Stig Torsslow      | Vasateatern       |
| 1941 | Philip Talley              | Skilda språk (The Talley Method) Samuel Nathaniel Behrman               | Harry Roeck-Hansen | Blancheteatern    |
| 1941 | Pierre Bourdelot           | Christina August Strindberg                                             | Per-Axel Branner   | Nya Teatern       |
| 1942 | Ben Benson                 | Tran (Oil) Eugene O'Neill                                               | Per-Axel Branner   | Nya Teatern       |
| 1942 | Kyparen                    | Stycken av ett mönster (Brudstykker af et mønster) Carl Erik Soya       | Per-Axel Branner   | Nya Teatern       |
| 1942 | Sigurd Ljungquist          | Natten till den 17 januari (Night of January 16th) Ayn Rand             | Per-Axel Branner   | Nya Teatern       |
| 1942 | Felix                      | I vår Herres hage (Ze života hmyzu) Josef Čapek och Karel Čapek         | Gösta Folke        | Vasateatern       |
| 1943 | Zabra                      | Arabernas tält (The Tents of the Arabs) Edward Dunsany                  | Per-Axel Branner   | Nya Teatern       |
| 1943 | Bernard Lambert            | Jag har rätt att älska (La femme en fleur) Denys Amiel                  | Per-Axel Branner   | Nya Teatern       |
| 1943 | Notarien                   | I evighet amen (In Ewigkeit Amen) Anton Wildgans                        | Per-Axel Branner   | Nya Teatern       |
| 1943 | George Bodell              | Sex i elden (Out of the Frying Pan) Francis Swann                       | Per-Axel Branner   | Nya Teatern       |
| 1943 | Arthur Nordholm            | Om ett folk vill leva (Hvis et folk vil leve) Axel Kielland             | Per-Axel Branner   | Nya Teatern       |
| 1943 | Jude 3                     | Salome Oscar Wilde                                                      | Per-Axel Branner   | Nya Teatern       |
| 1943 | Konstantin                 | Måsen (Чайка, Tjajka) Anton Tjechov                                     | Per-Axel Branner   | Nya Teatern       |
| 1944 | Dudley                     | Livet är ju härligt (The Time Of Your Life) William Saroyan             | Per Knutzon        | Oscarsteatern     |
| 1944 | Clitandre                  | Misantropen (Le misanthrope) Molière                                    | Sam Besekow        | Nya Teatern       |
| 1945 | Doktorn                    | Kameliadamen (La Dame aux camélias) Alexandre Dumas d.y.                | Per-Axel Branner   | Nya Teatern       |
| 1945 | Dude Lester                | Tobaksvägen (Tobacco Road) Jack Kirkland                                | Per-Axel Branner   | Nya Teatern       |
| 1945 | Nikolaj Lvovitch Tusenbach | Tre systrar (Три сeстры, Tri sestry) Anton Tjechov                      | Per-Axel Branner   | Nya Teatern       |
| 1948 |                            | Kalifens son Axel Strindberg                                            | Gösta Folke        | Malmö Stadsteater |
| 1948 |                            | Streber Stig Dagerman                                                   | Bengt Ekerot       | Malmö Stadsteater |
| 1951 | Boboll/Tony                | Boboll (Bobosse) André Roussin                                          | Per-Axel Branner   | Riksteatern       |

### Regi
| År   | Produktion                                                           | Upphovsman                          | Teater                 |
| ---- | -------------------------------------------------------------------- | ----------------------------------- | ---------------------- |
| 1946 | På tre man hand Tre må man være                                      | Jens Locher Översättning Eva Tisell | Nya Teatern            |
| 1946 | Kleptomani och gröna skogar                                          | Sune Bergström och Einar Molin      | Vasateatern            |
| 1947 | Tjuvarnas bal Le Bal des voleurs                                     | Jean Anouilh                        | Malmö stadsteater      |
| 1948 | En skugga                                                            | Hjalmar Bergman                     | Malmö stadsteater      |
| 1948 | Streber                                                              | Stig Dagerman                       | Malmö stadsteater      |
| 1949 | Yerma                                                                | Federico Garcia Lorca               | Malmö stadsteater      |
| 1949 | Marius                                                               | Marcel Pagnol                       | Malmö stadsteater      |
| 1950 | Tre systrar Три сeстры, Tri sestry                                   | Anton Tjechov                       | Malmö stadsteater      |
| 1951 | Den kaukasiska kritcirkeln Der kaukasische Kreidekreis               | Bertolt Brecht                      | Göteborgs stadsteater  |
| 1953 | Fadren                                                               | August Strindberg                   | Dramaten               |
| 1955 | Macbeth                                                              | William Shakespeare                 | Dramaten               |
| 1955 | Trämålning                                                           | Ingmar Bergman                      | Dramaten               |
| 1955 | Misantropen Le misanthrope                                           | Molière                             | Dramaten               |
| 1956 | Lång dags färd mot natt Long Day's Journey into Night                | Eugene O'Neill                      | Dramaten               |
| 1959 | Ett drömspel                                                         | August Strindberg                   | Malmö stadsteater      |
| 1961 | Körsbärsträdgården Вишнёвый сад, Visjnjovyj sad                      | Anton Tjechov                       | Stockholms stadsteater |
| 1961 | Yerma                                                                | Federico García Lorca               | Dramaten               |
| 1962 | Fadren                                                               | August Strindberg                   | Dramaten               |
| 1962 | Philoktetes Φιλοκτήτης, Philoktētēs                                  | Sofokles                            | Dramaten               |
| 1964 | Krapps sista band Krapp's last tape Slutspel Fin de partie Spel Play | Samuel Beckett                      | Dramaten               |
| 1968 | Bernardas hus La casa de Bernarda Alba                               | Federico Garcia Lorca               | Stockholms stadsteater |